# Batalla de Xiao
La Batalla de Xiao o Yao (chino: 殽之戰) fue una batalla entre Qin y Jin, ambos fueron importantes estados del principado durante el Periodo de Primavera y Otoño de la dinastía Zhou. Ocurrió en 627 a. C. en las montañas de Xiao, una rama de la Cordillera Qinling entre el Río Amarillo y el Río Luo, en la actual provincia de Henan en China.

## Antes de la batalla
En 632 a. C., la batalla de Chengpu estalló entre Jin y Chu. Chu fue derrotado, y el duque Wen de Jin se convirtió en uno de los Cinco Hegemonías del Período de Primavera y Otoño. Estado de Zheng era un aliado de Chu, por lo que después de la batalla, Jin planeó invadir a Zheng para vengarse. En 630 a. C., Jin atacó a Zheng y asedió su ciudad capital. Qin también se unió a la fuerza de Jin ya que el duque Mu de Qin era un seguidor del duque Wen de Jin.
Zhu Zhiwu, una persona de Zheng, visitó a duque Mu de Qin por la noche. Le dijo al duque Mu de Qin que si Zheng era conquistado, no habría beneficio para Qin porque no compartían frontera en ese momento. Por otro lado, Jin ocuparía el territorio de Zheng. Sería más fuerte y una mayor amenaza para Qin. Señaló que si Qin dejara de atacar la ciudad, Zheng estaría dispuesto a ser un aliado de Qin en el futuro para potencialmente luchar contra Jin. Logró persuadir al duque Mu de Qin a retirarse. Antes de regresar, el duque Mu de Qin nombró a tres generales para que se quedaran en Zheng para ayudar a Zheng a defender su ciudad capital. Desde entonces, el aliado entre Qin y Jin ya no existía.
Jin no pudo conquistar Zheng debido a la ausencia de Qin. Dos años más tarde, el duque Wen de Jin murió. Su hijo sucederá a la corona como duque Xiang de Jin. Mientras tanto, el estado Qin se hizo gradualmente más fuerte bajo el reinado del duque Mu. Qin derrotó a varios estados pequeños y extendió su territorio hacia Zheng. Como Zheng ya no estaba tan lejos, Qin comenzó a pensar en conquistar a Zheng. En este momento, esos tres generales se quedaron con Zheng y le enviaron un mensaje a Qin que si el ejército de Qin atacaba a Zheng, abrirían la puerta norte de la ciudad capital de Zheng para coordinar con la campaña.
A Jian Shu, un gobernador de Qin, le disgustó la idea de atacar Zheng. Le pidió a duque que abandonara este plan porque podría causar una crisis potencial. Sin embargo, el duque Mu había tomado una decisión y continuó el plan. En 627 a. C., el duque nombró a Baili Mengming (hijo de Baili Xi), Xi Wi Shu y Bai Yibing como generales para lanzar un ataque sorpresa a Zheng. Para entrar en el territorio de Zheng, el ejército de Qin tuvo que pasar por la puerta norte de Luoyang, la ciudad en la que vive el rey de la Zhou. El rey de Zhou era considerado como el hijo del cielo. Según los modales tradicionales, los soldados necesitaban salir de sus aldeas cuando pasaban por la ciudad de Luoyang. Los soldados de Qin, sin embargo, no lo hicieron. La gente de la ciudad estaba asombrada, y algunas personas señalaron que los soldados de Qin no podían ganar la guerra porque eran demasiado arrogantes.
Cuando el ejército de Qin llegó al estado de Hua, un cazador de Zheng los notó. El cazador sabía que no había tiempo suficiente para regresar corriendo a Zheng para calentar a todos, así que decidió engañar al ejército de Qin por su cuenta. Rindió homenaje a los generales de Qin en nombre de Zheng. Después de recibir el tributo, los generales de Qin pensaron que Zheng sabía que venían y que estaban bien preparados para la guerra, por lo que abandonaron el plan de atacar Zheng. En cambio, conquistaron Hua y se retiraron. En realidad, Zheng no sabía nada sobre el próximo ejército de Qin.

## La batalla en Xiao
El duque Xiang de Jin supo lo que Qin estaba tratando de hacer. Estaba molesto porque sabía que Qin no solo estaba tratando de conquistar a Zheng sino que también estaba tratando de desafiar la autoridad de Jin. Para dar una lección a Qin, el duque Xiang de Jin se alió con la tribu Jiang Rong (un pueblo Rong que vive en el valle del río Han) para lanzar una campaña contra Qin. Planearon emboscar a Qin en las montañas Xiao, que estaba en la ruta de retirada de Qin. El ejército de Qin liderado por esos tres generales aún se estaba retirando de Hua, y no estaban preparados para luchar contra el poderoso Jin. Estas dos fuerzas chocaron en Xiao. El ejército de Jin era superior y ganó la batalla fácilmente. Tres generales de Qin fueron capturados por Jin. Fueron liberados por el duque Xiang de Jin y regresaron a Qin más tarde.
Como resultado de esta batalla, Jin consolidó su estado como el estado más poderoso en el norte de China durante las próximas décadas. Qin sufrió una pérdida significativa. Cerca de 30.000 hombres, la mayoría de los cuales eran soldados de élite en el ejército, fueron asesinados en la batalla. Durante un largo período de tiempo después de la batalla, Qin no tenía poder para continuar su expansión hacia el este. En cambio, dieron media vuelta y comenzaron a expandirse hacia el oeste. Durante este proceso, se enfrentaron con varios bárbaros y grupos nómadas y conquistaron varios estados más pequeños en el oeste y el noroeste. La expansión hacia el oeste ayudó a Qin a aumentar su poder y sentó las bases para que fuera un estado fuerte y la unificación de China.